# Психотехнологія
Психотехнологія (англ. psychotechnology) — у значенні будь-якого застосування технології для психологічних цілей або яким-небудь чином з використанням психологічних процесів з метою бажаного висліду.

## Письменність
Кількома дослідниками стверджувалася форма психотехніки, що наприклад, за допомогою писемності відкрито три різних шляхи розвитку людини: автономна проза, здатність розрізняти дані з інтерпретацією, мета-мова. Все це вважається необхідним для систематичного мислення, як видно на прикладі експоненціального зростання людської культури після появи грамотності.

## Релігія
Феномен у всіх людських культурах дає з упевненістю можливість припустити, що віра в надприродне явище служила еволюційній функції, принаймні протягом певного часу. Дослідники припускають, що коріння релігії простягається вглиб віків до півмільйона років, коли наші предки розробили управління, брали участь в соціальних ритуалах — тобто, співали і танцювали разом. Потім, близько 70 000 років тому, глобальна екологічна криза поставила людство на межу вимирання. Це змусило старатися вижити, створювати нові стратегії для виживання, мати релігійні ритуали серед цього. Релігія як шлях для людей формувала ставлення один до одного і до навколишнього світу у передісторії, надала значні можливості до виживання і репродуктивних переваг. Вона виникла як перша системи охорони здоров'я наших предків, і стала важливою частиною цієї системи охорони здоров'я, соціальною підтримкою. Релігійні групи, як правило, набагато більш згуртовані, що дало їм конкурентну перевагу в порівнянні з не-релігійними групами людей і дозволило їм завоювати весь світ.